# Angul (re)
Angul ("Angull") (... – ...) è stato, secondo il Gesta Danorum, l'antenato degli Angli in Danimarca.
Suo padre era re Humbli, probabilmente lo stesso Heimdallr, uno dei dodici diar di Woden in Sigtuna e Gamla Uppsala in Svezia.

## Tradizioni nordiche

### De origine actibusque Getarum
Già nel De origine actibusque Getarum di Giordane (scritto nel VI secolo) si dice che i Dani, della stessa tribù dei Sueoni, siano migrati dalla Svezia alla Danimarca in tempi antichi.

### Gesta Danorum
Il Gesta Danorum (XIII secolo) continua ad affermare che Angul prendeva il nome dalla regione che governava (Anglia), e che i suoi discendenti in seguito conquistarono la Gran Bretagna, utilizzando il nuovo nome della loro terra natale al posto di quello originario dell'isola.
Angul aveva un fratello di nome Danr che in qualche modo divenne antenato e re dei Dani.
Altre tradizioni nordiche raccontano la stessa storia. Angul non viene però citato.

### Chronicon Lethrense
Nel Chronicon Lethrense (XII secolo) c'è un re Ypper di Uppsala, i cui figli sono Dan, Nori e Östen. Dan in seguito guidò la Danimarca, Nori la Norvegia e Östen la Svezia.

### Saga degli Skjöldungar
Secondo la versione latina della Saga degli Skjöldungar di Arngrímur Jónsson, scritta nel 1597, Rigus (o Ríg, ovvero Heimdallr) ebbe un figlio di nome Dan o Danum, i cui sudditi erano chiamati Dani.

### Rigsthula
Il poema eddico Rigsthula racconta di come il dio Ríg (che si dice essere Heimdallr), diede alla luce un figlio di nome Rig-Jarl. Rig-Jarl ebbe undici figli, il più giovane dei quali portava il nome di Kon il Giovane. In giorno, mentre era a caccia, un corvo gli parlò suggerendogli di chiedere l'aiuto di "Dan e Danp", presumibilmente i fratellastri maggiori.

### Saga degli Ynglingar
Nella Saga degli Ynglingar (XIII secolo), Snorri Sturluson parla di re Dygvi di Svezia, dicendo che la moglie era figlia di re Danp, figlio di Rig, in quale veniva prima chiamato konungr in lingua danese. Era una sorella di re Dan Mikillati, da cui la Danimarca prende il nome.

### Ballata di Eric
La Ballata di Eric (metà del XV secolo) parla di Eric, primo re del Götaland. Egli mandò una truppa di Geati a sud, verso un posto di nome Vetala, dove nessuno aveva mai coltivato la terra. In seguito un re di nome Humli mandò il figlio Dan a comandare i coloni. Da Dan, la Vetala prese il nome di Danimarca.